# Cross 3 - Pericolo a Los Angeles
Cross 3 - Pericolo a Los Angeles è un film statunitense del 2019 diretto da Patrick Durham.

## Trama
Callan torna con la sua squadra per difendere Los Angeles dalla peggiore minaccia mai vista: il supercattivo El Muerte unito al letale Drago.

## Distribuzione
Il film è stato distribuito in Italia nel 2019 in streaming internet .